# No Angels/Diskografie
Diese Diskografie ist eine Übersicht über die musikalischen Werke der deutschen Pop-Girlgroup No Angels. Den Quellenangaben zufolge hat sie bisher mehr als fünf Millionen Tonträger verkauft. Ihre erfolgreichste Veröffentlichung ist das Debütalbum Elle’ments mit über 1,1 Millionen verkauften Einheiten, wovon allein in ihrer Heimat über eine Million Einheiten verkauft wurden und es somit zu den meistverkauften Musikalben in Deutschland zählt.

## Alben

### Studioalben
| Jahr | Titel Musiklabel                            | Höchstplatzierung, Gesamtwochen, AuszeichnungChartplatzierungen (Jahr, Titel, Musiklabel, Platzierungen, Wochen, Auszeichnungen, Anmerkungen) | Höchstplatzierung, Gesamtwochen, AuszeichnungChartplatzierungen (Jahr, Titel, Musiklabel, Platzierungen, Wochen, Auszeichnungen, Anmerkungen) | Höchstplatzierung, Gesamtwochen, AuszeichnungChartplatzierungen (Jahr, Titel, Musiklabel, Platzierungen, Wochen, Auszeichnungen, Anmerkungen) | Höchstplatzierung, Gesamtwochen, AuszeichnungChartplatzierungen (Jahr, Titel, Musiklabel, Platzierungen, Wochen, Auszeichnungen, Anmerkungen) | Anmerkungen                                               |
| Jahr | Titel Musiklabel                            | DE | AT | CH | UK | Anmerkungen                                               |
| ---- | ------------------------------------------- | --- | --- | --- | --- | --------------------------------------------------------- |
| 2001 | Elle’ments Cheyenne Records • Polydor (UMG) | DE1 ×7Siebenfachgold · (74 Wo.)DE | AT1 Platin · (48 Wo.)AT | CH1 Platin · (44 Wo.)CH | — | Erstveröffentlichung: 12. März 2001 Verkäufe: + 1.130.000 |
| 2002 | Now … Us! Cheyenne Records • Polydor (UMG)  | DE1 ×2Doppelplatin · (33 Wo.)DE | AT2 Gold · (20 Wo.)AT | CH4 Gold · (17 Wo.)CH | — | Erstveröffentlichung: 24. Juni 2002 Verkäufe: + 800.000   |
| 2003 | Pure Cheyenne Records • Polydor (UMG)       | DE1 Gold · (16 Wo.)DE | AT2 (12 Wo.)AT | CH9 (9 Wo.)CH | — | Erstveröffentlichung: 25. August 2003 Verkäufe: + 100.000 |
| 2007 | Destiny Polydor (UMG)                       | DE4 (9 Wo.)DE | AT14 (3 Wo.)AT | CH22 (4 Wo.)CH | — | Erstveröffentlichung: 13. April 2007 Verkäufe: + 30.000   |
| 2009 | Welcome to the Dance Polydor (UMG)          | DE26 (2 Wo.)DE | AT65 (1 Wo.)AT | CH95 (1 Wo.)CH | — | Erstveröffentlichung: 11. September 2009                  |
| 2021 | 20 BMG Rights Management (WMG)              | DE1 (9 Wo.)DE | AT2 (2 Wo.)AT | CH6 (3 Wo.)CH | — | Erstveröffentlichung: 4. Juni 2021                        |

### Livealben
| Jahr | Titel Musiklabel                             | Höchstplatzierung, Gesamtwochen, AuszeichnungChartplatzierungen (Jahr, Titel, Musiklabel, Platzierungen, Wochen, Auszeichnungen, Anmerkungen) | Höchstplatzierung, Gesamtwochen, AuszeichnungChartplatzierungen (Jahr, Titel, Musiklabel, Platzierungen, Wochen, Auszeichnungen, Anmerkungen) | Höchstplatzierung, Gesamtwochen, AuszeichnungChartplatzierungen (Jahr, Titel, Musiklabel, Platzierungen, Wochen, Auszeichnungen, Anmerkungen) | Höchstplatzierung, Gesamtwochen, AuszeichnungChartplatzierungen (Jahr, Titel, Musiklabel, Platzierungen, Wochen, Auszeichnungen, Anmerkungen) | Anmerkungen                             |
| Jahr | Titel Musiklabel                             | DE | AT | CH | UK | Anmerkungen                             |
| ---- | -------------------------------------------- | --- | --- | --- | --- | --------------------------------------- |
| 2002 | When the Angels Swing Cheyenne Records (UMG) | DE9 (14 Wo.)DE | AT22 (10 Wo.)AT | — | — | Erstveröffentlichung: 29. November 2002 |
| 2004 | Acoustic Angels Cheyenne Records (UMG)       | DE80 (1 Wo.)DE | — | — | — | Erstveröffentlichung: 5. Juli 2004      |

### Kompilationen
| Jahr | Titel Musiklabel                                       | Höchstplatzierung, Gesamtwochen, AuszeichnungChartplatzierungen (Jahr, Titel, Musiklabel, Platzierungen, Wochen, Auszeichnungen, Anmerkungen) | Höchstplatzierung, Gesamtwochen, AuszeichnungChartplatzierungen (Jahr, Titel, Musiklabel, Platzierungen, Wochen, Auszeichnungen, Anmerkungen) | Höchstplatzierung, Gesamtwochen, AuszeichnungChartplatzierungen (Jahr, Titel, Musiklabel, Platzierungen, Wochen, Auszeichnungen, Anmerkungen) | Höchstplatzierung, Gesamtwochen, AuszeichnungChartplatzierungen (Jahr, Titel, Musiklabel, Platzierungen, Wochen, Auszeichnungen, Anmerkungen) | Anmerkungen                                                |
| Jahr | Titel Musiklabel                                       | DE | AT | CH | UK | Anmerkungen                                                |
| ---- | ------------------------------------------------------ | --- | --- | --- | --- | ---------------------------------------------------------- |
| 2003 | The Best of No Angels Cheyenne Records • Polydor (UMG) | DE5 Gold · (16 Wo.)DE | AT17 (9 Wo.)AT | CH58 (6 Wo.)CH | — | Erstveröffentlichung: 1. Dezember 2003 Verkäufe: + 100.000 |

## Singles

### Als Leadmusiker
| Jahr | Titel Album                                                 | Höchstplatzierung, Gesamtwochen, AuszeichnungChartplatzierungen (Jahr, Titel, Album, Platzierungen, Wochen, Auszeichnungen, Anmerkungen) | Höchstplatzierung, Gesamtwochen, AuszeichnungChartplatzierungen (Jahr, Titel, Album, Platzierungen, Wochen, Auszeichnungen, Anmerkungen) | Höchstplatzierung, Gesamtwochen, AuszeichnungChartplatzierungen (Jahr, Titel, Album, Platzierungen, Wochen, Auszeichnungen, Anmerkungen) | Höchstplatzierung, Gesamtwochen, AuszeichnungChartplatzierungen (Jahr, Titel, Album, Platzierungen, Wochen, Auszeichnungen, Anmerkungen) | Anmerkungen                                                                        |
| Jahr | Titel Album                                                 | DE | AT | CH | UK | Anmerkungen                                                                        |
| ---- | ----------------------------------------------------------- | --- | --- | --- | --- | ---------------------------------------------------------------------------------- |
| 2001 | Daylight in Your Eyes Elle’ments                            | DE1 Platin · (16 Wo.)DE | AT1 Platin · (19 Wo.)AT | CH1 Gold · (24 Wo.)CH | UK89 (1 Wo.)UK | Erstveröffentlichung: 5. Februar 2001 Verkäufe: + 1.000.000                        |
| 2001 | Rivers of Joy Elle’ments                                    | DE7 (11 Wo.)DE | AT11 (12 Wo.)AT | CH10 (14 Wo.)CH | — | Erstveröffentlichung: 30. April 2001 Verkäufe: + 180.000                           |
| 2001 | There Must Be an Angel Elle’ments                           | DE1 Gold · (17 Wo.)DE | AT1 (21 Wo.)AT | CH2 Gold · (20 Wo.)CH | — | Erstveröffentlichung: 13. August 2001 Verkäufe: + 400.000; Original: Eurythmics    |
| 2001 | *Atlantis 2002 / When the Angels Sing Now… Us! / Elle’ments | DE5 Gold · (13 Wo.)DE | AT5 Gold · (14 Wo.)AT | CH16 (12 Wo.)CH | — | Erstveröffentlichung: 19. November 2001 Verkäufe: + 270.000; * mit Donovan         |
| 2002 | Something About Us / *Like Ice in the Sunshine Now… Us!     | DE1 (16 Wo.)DE | AT1 Gold · (21 Wo.)AT | CH11 (15 Wo.)CH | — | Erstveröffentlichung: 6. Mai 2002 Verkäufe: + 20.000; * Original: Beagle Music Ltd |
| 2002 | Still in Love with You Now… Us!                             | DE2 (14 Wo.)DE | AT4 (22 Wo.)AT | CH10 (22 Wo.)CH | — | Erstveröffentlichung: 12. August 2002                                              |
| 2002 | Let’s Go to Bed Now… Us!                                    | DE12 (9 Wo.)DE | AT46 (8 Wo.)AT | — | — | Erstveröffentlichung: 4. November 2002 Verkäufe: + 100.000; mit Mousse T.          |
| 2002 | All Cried Out Now… Us! (Special Winter Edition)             | DE18 (10 Wo.)DE | AT23 (11 Wo.)AT | CH59 (10 Wo.)CH | — | Erstveröffentlichung: 2. Dezember 2002 Original: Alison Moyet                      |
| 2003 | No Angel (It’s All in Your Mind) / *Venus Pure              | DE1 (9 Wo.)DE | AT10 (11 Wo.)AT | CH46 (7 Wo.)CH | — | Erstveröffentlichung: 22. April 2003 * Original: Shocking Blue                     |
| 2003 | Someday Pure                                                | DE5 (9 Wo.)DE | AT16 (13 Wo.)AT | CH36 (6 Wo.)CH | — | Erstveröffentlichung: 14. Juli 2003                                                |
| 2003 | Feelgood Lies Pure                                          | DE3 (11 Wo.)DE | AT12 (15 Wo.)AT | CH29 (8 Wo.)CH | — | Erstveröffentlichung: 22. September 2003                                           |
| 2003 | Reason The Best of No Angels                                | DE9 (12 Wo.)DE | AT12 (13 Wo.)AT | CH28 (7 Wo.)CH | — | Erstveröffentlichung: 24. November 2003                                            |
| 2007 | Goodbye to Yesterday Destiny                                | DE4 (9 Wo.)DE | AT21 (6 Wo.)AT | CH16 (8 Wo.)CH | — | Erstveröffentlichung: 16. März 2007 Verkäufe: + 30.000                             |
| 2007 | Maybe Destiny                                               | DE36 (7 Wo.)DE | AT62 (1 Wo.)AT | — | — | Erstveröffentlichung: 15. Juni 2007 Verkäufe: + 15.000                             |
| 2007 | Amaze Me / *Teardrops Destiny / Destiny Reloaded            | DE25 (5 Wo.)DE | — | — | — | Erstveröffentlichung: 19. Oktober 2007 * Original: Womack & Womack                 |
| 2008 | Disappear Destiny Reloaded                                  | DE4 (14 Wo.)DE | AT37 (6 Wo.)AT | CH96 (1 Wo.)CH | — | Erstveröffentlichung: 29. Februar 2008                                             |
| 2009 | One Life Welcome to the Dance                               | DE15 (8 Wo.)DE | AT29 (4 Wo.)AT | — | — | Erstveröffentlichung: 21. August 2009                                              |
| 2021 | Mad Wild 20                                                 | — | — | — | — | Erstveröffentlichung: 6. August 2021                                               |

### Als Gastmusiker
| Jahr | Titel Album                                               | Höchstplatzierung, Gesamtwochen, AuszeichnungChartplatzierungen (Jahr, Titel, Album, Platzierungen, Wochen, Auszeichnungen, Anmerkungen) | Höchstplatzierung, Gesamtwochen, AuszeichnungChartplatzierungen (Jahr, Titel, Album, Platzierungen, Wochen, Auszeichnungen, Anmerkungen) | Höchstplatzierung, Gesamtwochen, AuszeichnungChartplatzierungen (Jahr, Titel, Album, Platzierungen, Wochen, Auszeichnungen, Anmerkungen) | Höchstplatzierung, Gesamtwochen, AuszeichnungChartplatzierungen (Jahr, Titel, Album, Platzierungen, Wochen, Auszeichnungen, Anmerkungen) | Anmerkungen                                                                                          |
| Jahr | Titel Album                                               | DE | AT | CH | UK | Anmerkungen                                                                                          |
| ---- | --------------------------------------------------------- | --- | --- | --- | --- | --- |
| 2003 | Do They Know It’s Christmas? The Ultimate Christmas Album | DE3 Gold · (7 Wo.)DE | AT28 (5 Wo.)AT | CH32 (5 Wo.)CH | — | Erstveröffentlichung: 24. November 2003 Verkäufe: + 150.000; mit den TV Allstars; Original: Band Aid |

## Videoalben und Musikvideos

### Videoalben
| Jahr | Titel Musiklabel                                                    | Höchstplatzierung, Gesamtwochen, AuszeichnungChartplatzierungen (Jahr, Titel, Musiklabel, Platzierungen, Wochen, Auszeichnungen, Anmerkungen) | Höchstplatzierung, Gesamtwochen, AuszeichnungChartplatzierungen (Jahr, Titel, Musiklabel, Platzierungen, Wochen, Auszeichnungen, Anmerkungen) | Höchstplatzierung, Gesamtwochen, AuszeichnungChartplatzierungen (Jahr, Titel, Musiklabel, Platzierungen, Wochen, Auszeichnungen, Anmerkungen) | Höchstplatzierung, Gesamtwochen, AuszeichnungChartplatzierungen (Jahr, Titel, Musiklabel, Platzierungen, Wochen, Auszeichnungen, Anmerkungen) | Anmerkungen                                                                    |
| Jahr | Titel Musiklabel                                                    | DE | AT | CH | UK | Anmerkungen                                                                    |
| ---- | ------------------------------------------------------------------- | --- | --- | --- | --- | ------------------------------------------------------------------------------ |
| 2001 | No Angels e-m-s                                                     | — | — | — | — | Erstveröffentlichung: 2001                                                     |
| 2002 | When the Angels Swing Cheyenne Records (UMG)                        | DE* GoldDE | AT*AT | — | — | Erstveröffentlichung: 29. November 2002 Verkäufe: + 25.000; * siehe Livealbum  |
| 2003 | The Best of No Angels – The Video Collection Cheyenne Records (UMG) | DE* GoldDE | — | CH*CH | — | Erstveröffentlichung: 1. Dezember 2003 Verkäufe: + 25.000; * siehe Kompilation |
| 2004 | Acoustic Angels Cheyenne Records (UMG)                              | DE*DE | — | — | — | Erstveröffentlichung: 5. Juli 2004 * siehe Livealbum                           |

### Musikvideos
| Jahr | Titel                                        | Regisseur(e)                                             |
| ---- | -------------------------------------------- | -------------------------------------------------------- |
| 2001 | Daylight in Your Eyes                        | Robert Bröllochs (EU-Version) Stephen Scott (US-Version) |
| 2001 | Rivers of Joy                                | Robert Bröllochs                                         |
| 2001 | There Must Be an Angel                       | Joern Heitmann                                           |
| 2001 | When the Angels Sing                         | Stefan Klotz                                             |
| 2001 | Atlantis                                     | Hannes Rossacher                                         |
| 2002 | Something About Us                           | Marcus Sternberg                                         |
| 2002 | Still in Love with You                       | Marcus Sternberg                                         |
| 2002 | Let’s Go to Bed (mit Mousse T)               | Marcus Sternberg                                         |
| 2002 | All Cried Out (2 Versionen)                  | Christopher Häring                                       |
| 2003 | No Angel (It’s All in Your Mind)             | Marcus Sternberg                                         |
| 2003 | Someday                                      | Katja Kuhl                                               |
| 2003 | Feelgood Lies                                | Marcus Sternberg                                         |
| 2003 | Do They Know It’s Christmas?                 | Johannes Grebert                                         |
| 2003 | Reason                                       | Hans Hammers Jr. II                                      |
| 2007 | Goodbye to Yesterday                         | Marcus Sternberg                                         |
| 2007 | Maybe                                        | Marcus Sternberg                                         |
| 2007 | Amaze Me                                     | Marcus Sternberg                                         |
| 2007 | Teardrops                                    | Marcus Sternberg                                         |
| 2008 | Disappear                                    | Daniel Lwowski                                           |
| 2009 | One Life                                     | Ole Ziesemann                                            |
| 2021 | Daylight in Your Eyes (Celebration Version)  | Franz Leibinger                                          |
| 2021 | Still in Love with You (Celebration Version) | Franz Leibinger                                          |

## Sonderveröffentlichungen

### Alben
| Jahr | Titel Musiklabel                     | Anmerkungen                                                                      |
| ---- | ------------------------------------ | -------------------------------------------------------------------------------- |
| 2007 | Colour Collection Polydor (UMG)      | Erstveröffentlichung: 2. Oktober 2007 Teil der „Colour-Collection“-Reihe         |
| 2008 | Very Best of No Angels Polydor (UMG) | Erstveröffentlichung: 27. Mai 2008 Veröffentlichung außerhalb der D-A-CH-Staaten |

### Lieder
| Jahr | Titel Album                                               | Anmerkungen                                                                    |
| ---- | --------------------------------------------------------- | ------------------------------------------------------------------------------ |
| 2002 | Where Is Your Love Celebration                            | Erstveröffentlichung: 15. April 2002 DJ Bobo feat. No Angels                   |
| 2003 | Do They Know It’s Christmas? The Ultimate Christmas Album | Erstveröffentlichung: 1. Dezember 2003 mit den TV Allstars; Original: Band Aid |

| Jahr | Titel Album                                  | Anmerkungen                            |
| ---- | -------------------------------------------- | -------------------------------------- |
| 2004 | So Wanna Be with You The History of Popstars | Erstveröffentlichung: 6. Dezember 2004 |

| Jahr | Titel Soundtrack zu            | Anmerkungen                          |
| ---- | ------------------------------ | ------------------------------------ |
| 2008 | Life Is a Miracle Kleiner Dodo | Erstveröffentlichung: 4. Januar 2008 |

### Videoalben
| Jahr | Titel Musiklabel               | Anmerkungen                                                                         |
| ---- | ------------------------------ | ----------------------------------------------------------------------------------- |
| 2008 | Destiny Reloaded Polydor (UMG) | Erstveröffentlichung: 14. März 2008 Bonus-DVD; Verkäufe werden Destiny hinzuaddiert |

## Promoveröffentlichungen
| Jahr | Titel Album                | Anmerkungen                                                                 |
| ---- | -------------------------- | --------------------------------------------------------------------------- |
| 2009 | A Little Better Everyday – | Erstveröffentlichung: April 2009 REWE Werbesong; 4.000 kostenlose Downloads |

| Jahr | Titel Album                                       | Anmerkungen                                                                                   |
| ---- | ------------------------------------------------- | --------------------------------------------------------------------------------------------- |
| 2003 | Venus Pure                                        | Erstveröffentlichung: April 2003 CD zum Kauf eines Gillette-Rasierers Original: Shocking Blue |
| 2009 | Welcome to the Dance (Eddie Thoneick Vocal Mix) – | Erstveröffentlichung: August 2009 12″ Vinyl-Schallplatte als N.A.                             |
| 2009 | Derailed Welcome to the Dance                     | Erstveröffentlichung: 27. November 2009                                                       |

## Boxsets
| Jahr | Titel Musiklabel                                               | Anmerkungen                         |
| ---- | -------------------------------------------------------------- | ----------------------------------- |
| 2003 | The No Angels Special Fan-Box Cheyenne Records • Polydor (UMG) | Erstveröffentlichung: 30. Juni 2003 |

## Statistik

### Chartauswertung
|                     | DE    | AT    | CH    | UK    |
| ------------------- | ----- | ----- | ----- | ----- |
| Nummer-eins-Alben   | DE4DE | AT1AT | CH1CH | UK—UK |
| Top-10-Alben        | DE7DE | AT4AT | CH4CH | UK—UK |
| Alben in den Charts | DE9DE | AT8AT | CH7CH | UK—UK |

|                       | DE     | AT     | CH     | UK    |
| --------------------- | ------ | ------ | ------ | ----- |
| Nummer-eins-Singles   | DE4DE  | AT3AT  | CH1CH  | UK—UK |
| Top-10-Singles        | DE12DE | AT6AT  | CH4CH  | UK—UK |
| Singles in den Charts | DE18DE | AT17AT | CH14CH | UK1UK |

### Auszeichnungen für Musikverkäufe
| Platin-Schallplatte - Europa - 2001: für das Album Elle’ments |

Anmerkung: Auszeichnungen in Ländern aus den Charttabellen bzw. Chartboxen sind in ebendiesen zu finden.
| Land/RegionAuszeichnungen für Musikverkäufe (Land/Region, Auszeichnungen, Verkäufe, Quellen) | Gold       | Platin       | Verkäufe    | Quellen                           |
| -------------------------------------------------------------------------------------------- | ---------- | ------------ | ----------- | --------------------------------- |
| Deutschland (BVMI)                                                                           | 8× Gold8   | 6× Platin6   | 3.450.000   | musikindustrie.de Einzelnachweise |
| Europa (IFPI)                                                                                | —          | Platin1      | (1.000.000) | ifpi.org                          |
| Österreich (IFPI)                                                                            | 3× Gold3   | 2× Platin2   | 140.000     | ifpi.at                           |
| Schweiz (IFPI)                                                                               | 3× Gold3   | Platin1      | 100.000     | hitparade.ch                      |
| Insgesamt                                                                                    | 14× Gold14 | 10× Platin10 |             |                                   |